# موريس جي
موريس جي (بالإنجليزية: Maurice Gee)‏ (22 أغسطس 1931 - 12 يونيو 2025) كاتب، وروائي، وكاتب للأطفال من نيوزيلندا.

## روابط خارجية
- موريس جي على موقع IMDb (الإنجليزية)
- موريس جي على موقع الموسوعة البريطانية (الإنجليزية)
- موريس جي على موقع ميوزك برينز (الإنجليزية)
- موريس جي على موقع قاعدة بيانات الفيلم (الإنجليزية)